# ホセ・ラウル・ムリーノ
ホセ・ラウル・ムリーノ・キンテロ（スペイン語: José Raúl Mulino Quintero、1959年6月13日 - ）は、パナマの政治家、外交官、弁護士。同国第39代大統領。2024年のパナマ選挙で大統領に立候補し、目標の実現候補とリカルド・マルティネリ前大統領の代理として34%の得票率で勝利した。ムリーノは2009年から2010年まで政府・司法大臣、2010年から2014年まで公安大臣を務めた。マルティネリが汚職疑惑の中で出馬資格を剥奪された後、マルティネリはムリーノを支持した。

## 経歴
1959年6月13日にチリキのダビデで実業家ネリー・キンテロ・デ・ムリーノの次男として生まれた。兄のホセ・ハビエル・ムリーノも外交官である。サンタ・マリア・ラ・アンティグア・カトリカ大学で法律と政治学を学び、1982年に卒業。翌年、ムリーノはテュレーン大学で海事法の修士号を取得した。法律を卒業した後、ムリーノは海事法の分野で個人的な専門的な実践に専念する。1988年にムリーノはファブレガ・モリノと、モリノ・イ・ムリノ法律事務所を創設した。
1990年、ムリーノは民主主義の回復後、ギレルモ・エンダラ大統領の政権下で外務副大臣に任命された。フリオ・リナレス外相の死後、ムリーノは外務大臣を1994年のエンダラ政権終了まで在任した。大臣在任中、ムリーノはさまざまな政府や国際機関を訪問し、薬物密売に関連する刑事問題と犯罪に関する相互法的支援条約の交渉と署名のために、米国と英国の政府の前でパナマ共和国の交渉代表団の長を務めた。マルティネッリ政権では、2009年から2010に政府・司法大臣に任命され、そこで辞表を提出した。しかし、マルティネッリから厚い信頼を受けていたムリーノはマルティネッリが退任する2014年まで、公安大臣を務めた。
ムリーノは2024年パナマ選挙でマルティネリの副大統領候補だった。しかし、マルティネリはマネーロンダリングで約11年の懲役刑を宣告された後、出馬資格を剥奪された。その結果、選挙のフォローアップですべての世論調査を主導したマルティネリはムリノを支持し、目標の実現党代表として大統領選に出馬。5月5日に行われた総選挙で34%の得票率を獲得して大統領に当選し、7月1日に正式に就任した。宣誓演説の中で経済停滞を引き起こしたラウレンティノ・コルティソ前大統領を猛烈に批判した。
2月2日、ルビオ米国務長官と会談を行った。アメリカ側はパナマ運河における中国の影響力に関するトランプ大統領の不満を繰り返し、パナマが即座に変更を加えない限り、米国は「自国の権利を保護するために必要な措置を取る」と警告した。一方、ムリーノはパナマ運河を手放さない意向を改めて表明。同時にパナマ政府は米国に対し、別の形で譲歩を申し出た。その後ムリーノはルビオに対し、米海軍艦船の自由な通航を保証した。
また同日、中国が提唱する一帯一路構への協力に関する覚書を更新しないと表明。現行の覚書が2026年に終了する前に離脱するかどうかも検討するとされている。同構想から離脱すれば中南米諸国で初となる。
2025年2月6日、正式に一帯一路から離脱を表明。2月7日、中国外交部は「米国が圧力と強要を通じて一帯一路の取り組みを中傷・妨害している」と非難し「パナマが二国間関係の総合的な状況と両国民の長期的な利益に基づいて正しい決断を下し、外部の干渉を排除することを期待する」と述べた。